# (2673) Lossignol
(2673) Lossignol es un asteroide que forma parte del cinturón exterior de asteroides y fue descubierto el 22 de mayo de 1980 por Henri Debehogne desde el Observatorio de La Silla, Chile.

## Designación y nombre
Lossignol se designó al principio como 1980 KN.
Posteriormente, en 1989, fue nombrado en honor de un amigo del descubridor.

## Características orbitales
Lossignol está situado a una distancia media de 3,207 ua del Sol, pudiendo acercarse hasta 2,725 ua y alejarse hasta 3,688 ua. Su inclinación orbital es 2,278 grados y la excentricidad 0,1501. Emplea 2097 días en completar una órbita alrededor del Sol.

## Características físicas
La magnitud absoluta de Lossignol es 12,4.